# Cima Autour
La cima Autour (3.021 m s.l.m.) è una montagna delle Alpi di Lanzo e dell'Alta Moriana nelle Alpi Graie. Si trova in Piemonte nelle Valli di Lanzo, al confine tra i comuni di Balme (a nord) e Usseglio (a sud).

## Descrizione
La montagna si trova sulla cresta spartiacque che separa la Val d'Ala dalla Val di Viù (nel vallone d'Arnas). Il passo Casset (2.904 m) la divide dalla Punta Luccellina (a nord-ovest), mentre una insellatura senza nome la separa verso sud-est dal Monte Servin. (3.109 m). Mentre il versante nord-occidentale si presenta come uno scivolo detritico con modesta inclinazione gli altri lati della montagna sono più impervi. Sul punto culminante sorge un ometto di pietrame.

## Accesso alla vetta

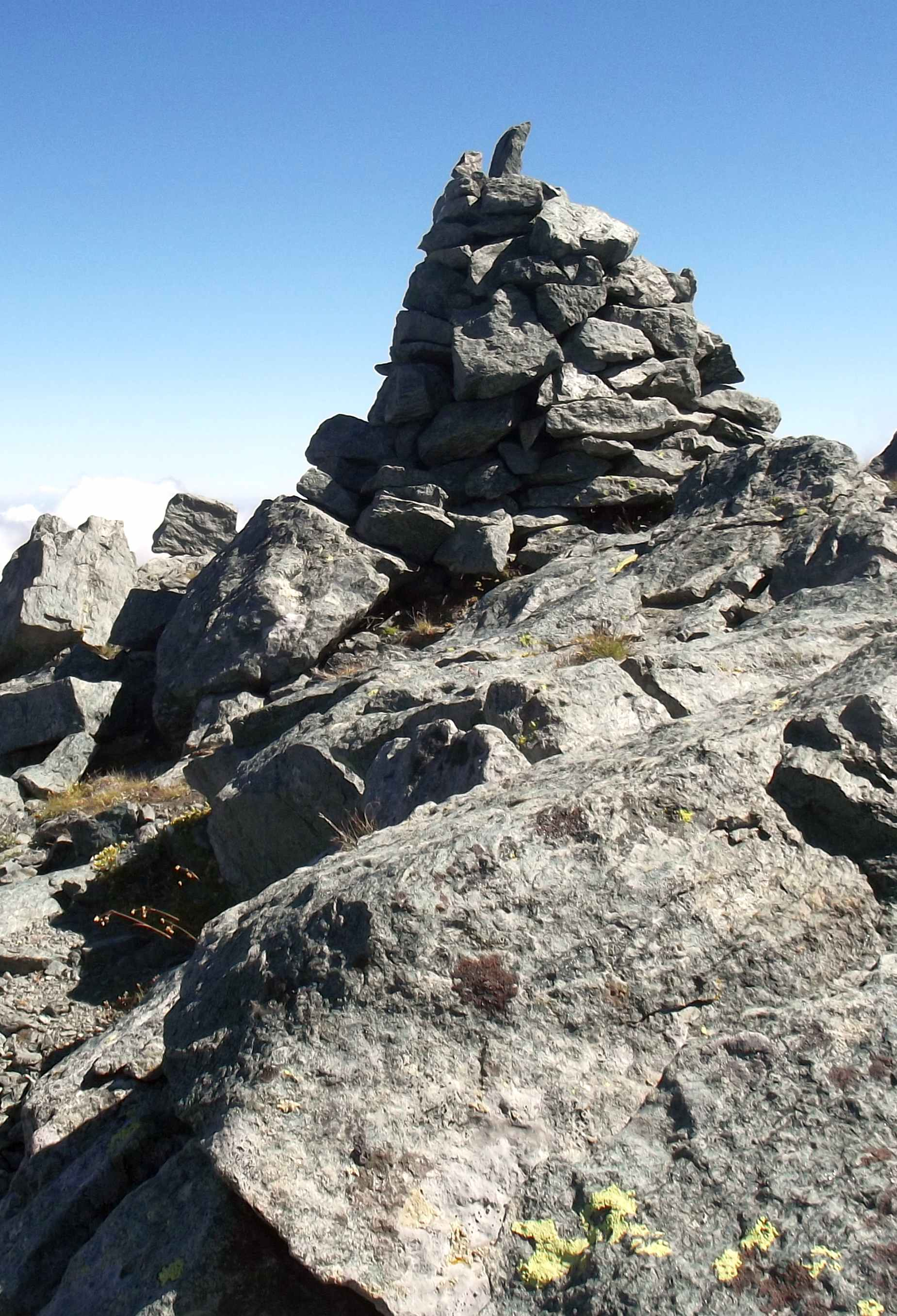
L'ometto sulla sommità

### Accesso estivo
La via normale di salita percorre il versante nord-occidentale partendo poco al di sotto del passo Casset (lato val d'Ala). L'avvicinamento può partire o dal Pian della Mussa o dalla frazione Frè di Balme. In entrambi i casi buona parte dell'escursione si svolge in assenza sia di sentieri che di segnalazioni sul terreno, a parte alcuni ometti che indicano qua e là la via più semplice da percorrere. Proprio per questo l'itinerario, pur in assenza di punti esposti o particolarmente delicati, è valutato di una difficoltà escursionistica EE.
Sia la via che percorre la cresta sud-est che quella per il versante nord-est sono invece considerate di una difficoltà alpinistica di grado PD.

### Sci alpinismo
Più che per gli itinerari di salita estivi la montagna è però nota come meta di una classica gita sciaplinistica; si può raggiungere sia dal Pian della Mussa che dalla frazione Cornetti di Balme, in entrambi i casi con itinerari di difficoltà valutata in BS.

## Punti d'appoggio
Al Pian della Mussa è presente il Rifugio Città di Cirié che può essere utilizzato come punto d'appoggio se si sceglie questa località di partenza, mentre a Balme esiste un posto tappa della GtA.

### Cartografia
- Cartografia ufficiale italiana dell'Istituto Geografico Militare (IGM) in scala 1:25.000 e 1:100.000, consultabile on line
- Istituto Geografico Centrale - Carta dei sentieri e dei rifugi scala 1:50.000 n. 2 Valli di Lanzo e Moncenisio
- Istituto Geografico Centrale - Carta dei sentieri e dei rifugi scala 1:25.000 n.110 Alte Valli di Lanzo (Rocciamelone - Uja di Ciamarella - Le Levanne)